# Benelli (podjetje)
Benelli, ustanovljen leta 1911, je en izmed najstarejših italijanskih proizvajalcev motornih koles.Podjetje je ustanovila Teresa Benelli, ki je hotela stabilno zaposlitev za njenih šest sinov Giuseppe, Giovanni, Francesco, Filippo, Domenico in Antonio ("Tonino"). Sprva so popravljali kolesa in motorna kolesa, leta 1919 so predstavili prvi motocikel. Danes je podjetje v lasti kitajske skupine Qianjiang. 

## Galerija
- Benelli 250 Sport Special MKIII 1971
- Benelli Tornado 650 S 1972
- 2003 Benelli Tornado Tre 900
- Benelli Tnt Cafè Racer 1130cc 2004
- Benelli Tnt 1130cc Sport